# Буријана
Буријана (шп. Burriana) град је у Шпанији у аутономној заједници Валенсијанска Заједница у покрајини Кастељон. Према процени из 2017. у граду је живело 34 643 становника.

## Становништво
Према процени, у граду је 2017. живело 34 643 становника.
| 1970.  | 1981.  | 1991.  | 2001.  | 2011.  | 2017.  |
| ------ | ------ | ------ | ------ | ------ | ------ |
| 22.651 | 25.003 | 25.438 | 26.757 | 35.433 | 34.643 |